# Damirangiin Baatardschaw
Damirangiin Baatardschaw (mongolisch Дамирангийн Баатаржав, englisch Damirangiin Baatarjav, wiss. Transliteration Damirangijn Baataržav; * 25. August 1943) ist ein ehemaliger mongolischer Judoka.
Damirangiin Baatardschaw nahm an den Olympischen Spielen 1972 in München teil. In der Klasse bis 70 kg schied er in der ersten Runde gegen António Roquete aus.